# Vadul lui Vodă
Vadul lui Vodă este un oraș din sectorul Ciocana, municipiul Chișinău, Republica Moldova. Este situat pe malul râului Nistru, la 23 km est de Chișinău. Are cca. 5,8 mii de locuitori (2015), suprafața construită a orașului alcătuind 2,43 km pătrați, cu un perimetru de 8,19 km. Vadul lui Vodă este cea mai mare stațiune balneară, de odihnă și agrement din Republica Moldova.

## Resurse naturale
Valea pitorească a râului Nistru, pădurea-parc și plajele de pe malul Nistrului au contribuit la transformarea zonei adiacente localității Vadul lui Vodă în loc de odihnă și agrement.
Pădurea-parcul Nistrean a fost înființată în anul 1960 în baza masivului silvic existent. Suprafața pădurii-parc este de 584 ha, inclusiv 212 ha în valea Nistrului și 312 ha pe pantă. În pădurea-parc se regăsesc diverse specii de arbori ca salcia, plopul alb, frasinul, stejarul, fiind prezente și exemplare seculare. În scopul îmbogățirii varietății plantațiilor verzi în pădurea-parc de-a lungul anilor au fost plantate specii de arbori de mare valoare decorativă ca pinul și bradul comun, pinul de Crimeea, platanul, teiul și arbuști – iasomia, liliacul, măceșul, trandafirul.
Astăzi Vadul lui Vodă a devenit un loc îndrăgit de odihnă, nu numai pentru locuitorii orașului ci și pentru mulți oaspeți ce vin din republică și de peste hotarele ei.

## Istorie
În cronicile istorice, localitatea „Vadu-lui-Vodă” este pomenită pentru prima dată în 1432. 
Legenda spune că denumirea Vadul lui Vodă ține de numele domnitorului Ștefan cel Mare, care după o victorie repurtată în lupta cu tătarii, în 1485, la Nistru, a făcut o masă mare de sărbătoare. Abia în anul 1732 denumirea Vadul lui Vodă apare în documentele prin care toată moșia trece în stăpânirea lui Nicolae, feciorul boierului Iaroșevici. Vadul lui Vodă este atestat ca localitate în recensământul din anul 1774.
În 1805 se construiește prima biserică din piatră, unde activau doi preoți, trei dascăli și un călugăr.
În 1812 împreună cu toată Basarabia, trece de la Principatul Moldovei în stăpânirea rusească. 
Spre mijlocul secolului al XIX-lea moșia Vadul lui Vodă trece în stăpânirea boierului Sicară. Soția acestuia, Natalia Sicară, deschide în anul 1855 în localitate un muzeu arheologic și paleontologic, o instituție cu totul deosebită pentru acele timpuri, cu exponate aduse din Egipt, Grecia, Italia și alte țări. In secția de geologie erau expuse pietre cu amprentele animalelor și plantelor demult dispărute. Muzeul a fost reorganizat și completat de boierul și arheologul Ion C. Suruceanu și de soția sa Olga Sicard, fiica viticultorului francez Christophe-Charles Sicard, arheolog amator stabilit în localitate, care au adunat exponate paleontologice cretacee din valea Nistrului dar și lespezi cu inscripții, vase antice grecești și romane. Întemeietorul muzeului se consideră Ion Suruceanu. 
Mai târziu, au transferat exponatele la Chișinău, în „Muzeul antichităților din Pontul scitic”, din nefericire distrus în 1917 de trupele debandate în momentul Revoluției. 
Conform recensământului din anul 1859 în Vadul lui Vodă erau 140 de gospodării cu 166 bărbați și 144 femei. În 1861 în localitate își începe activitatea școala bisericească, iar în 1862 se construiește debarcaderul pe Nistru. Din 1868 începe navigația regulată pe Nistru, localitatea Vadul lui Vodă devenind unul din punctele traficului fluvial.
Către anul 1940 în Vadul lui Vodă erau 187 de gospodării în care locuiau 984 de persoane.
Valorificarea balneară a zonei Vadul lui Vodă a început după 1945.
În 1968 satul Vadul lui Vodă cu 5000 de locuitori a căpătat statut de orășel și a fost subordonat Comitetului Executiv Chișinău.

## Demografie
Structura etnică, conform recensământului din 2004
     Băștinași declarați Moldoveni (72,62%)
     Ruși (14,1%)
     Ucraineni (7,65%)
     Băștinași declarați Români (2,57%)
     Bulgari (0,24%)
     Alții (2,81%)

### Populația
Conform datelor recensământului din anul 2004 populația orașului constituia 4559 de oameni, dintre care 47.36% - bărbați și 52.64% - femei. Structura etnică a populației orașului este următoarea: 75.19% - moldoveni, 7.66% - ucraineni, 14.10% - ruși, 0.13% - găgăuzi, 0.24% - bulgari, 0.11% - evrei, 0.09% - polonezi, 0.18% - țigani, 2.30% - alte etnii.
În Vadul lui Vodă au fost înregistrate 1498 de gospodării casnice la recensământul din anul 2004, iar mărimea medie a unei gospodării era de 3.0 persoane.

### Structura etnică
Structura etnică a orașului conform recensământului populației din 2004:
| Grup etnic                                               | Populație | % Procentaj  |
| -------------------------------------------------------- | --------- | ------------ |
| Băștinași declarați Moldoveni Băștinași declarați Români | 3.311 117 | 72,62% 2,57% |
| Ruși                                                     | 643       | 14,10%       |
| Ucraineni                                                | 349       | 7,65%        |
| Bulgari                                                  | 11        | 0,24%        |
| Alții                                                    | 128       |              |
| Total                                                    | 4.559     | 100%         |

## Administrație și politică
Componența Consiliului local Vadul lui Vodă (13 consilieri), ales la 5 noiembrie 2023, este următoarea:
|  | Partid                                       | Consilieri | Componență | Componență | Componență | Componență | Componență |
|  | -------------------------------------------- | ---------- | ---------- | ---------- | ---------- | ---------- | ---------- |
|  | Partidul Socialiștilor din Republica Moldova | 5          |            |            |            |            |            |
|  | Blocul electoral „Ruslan Codreanu”           | 3          |            |            |            |            |            |
|  | Partidul Acțiune și Solidaritate             | 3          |            |            |            |            |            |
|  | Mișcarea Alternativa Națională               | 2          |            |            |            |            |            |

## Economia locală
Ramura principală a economiei localității Vadul lui Vodă este deservirea obiectivelor balneo-curative și recreaționale ale zonei de odihnă, îngrijirea și amenajarea terenurilor incluse în zona de agrement, cât și fondul silvic de stat.
În prezent în oraș funcționează 7 întreprinderi de comerț în cadrul cărora sunt angajate 81 de persoane. Activează de asemenea o piață agricolă și una a materialelor de construcție.
Capacitatea totală a întreprinderilor alimentației publice este 305 locuri: un restaurant, o cafenea, trei baruri.
În 2004 a fost redeschisă baia publică, care nu a funcționat timp de 10 ani.
Orașul Vadul lui Vodă beneficiază de o rețea de comunicații și infrastructură care realizează conexiunea localității (prin rutele de autobuz 31 și microbuzul 130) cu municipiul Chișinău. La 35 km de Vadul lui Vodă este situat aeroportul internațional Chișinău. Orașul are legături cu localitățile vecine prin artera fluvială Nistru, drumurile de importanță națională și locală.

## Sfera socială
Pe teritoriul localității funcționează un liceu teoretic, o școală primară, o grădiniță și o instituție cu profil extracurricular „Casa de Creație”, școala sportivă, școala muzicală, 2 biblioteci.
Liceul teoretic „Ștefan Vodă”, fondat în 2004,  funcționează în calitate de școală medie din 1955. Procesul educațional în liceu este realizat de 45 de pedagogi. Capacitatea liceului este de 820 de elevi, fiind utilizată la aproximativ 71%. Clădirea liceului dispune de cantină, primăria oferind prânz gratuit elevilor ciclului primar. În cadrul liceului sunt organizate diverse manifestări culturale pentru elevi. În 2005 în liceu a fost inaugurat Centrul Lingvistic pentru studierea limbilor moderne. În incinta liceului este deschis un muzeu de istorie, unde sînt adunate și expuse diverse piese unicat din diferite perioade istorice (Astăzi mutat la Casa de Cultură locală).
Școala primară nr.19 organizată în anul 2000 are 11 clase complete – 254 elevi, dintre care 7 clase cu predarea în limba moldovenească și 4 clase cu predarea în limba rusă. Corpul didactic este alcătuit din 18 profesori și personal auxiliar (15 persoane).
Pentru copiii talentați este deschisă Școala de muzică nr.4. Aici copiii frecventează lecțiile de vioară, pian, acordeon, chitară și acumulează cunoștințe  în teoria și literatura muzicală.
Școala sportivă nr.12 a fost deschisă în 1989. Copiii din  localitate frecventează secțiile de lupte libere, lupte marțiale, box, fotbal, aerobică sportivă, șeiping. Aceste secții sunt frecventate de circa 150 de copii. Alături de plajă este amplasat un teren de fotbal, pe o suprafață de 6 ha, amenajat după standarde moderne pentru petrecerea antrenamentelor și competițiilor. Încă două stadioane se află pe malul râului Nistru și în centrul orașului.
Grădinița «Ghiocel» nr.190 a fost deschisă în anul 1987. Grădinița este amplasată într-o zonă pitorească a Parcului Nistrean. În prezent această instituție preșcolară este unica de acest gen din localitate. Baza didactico-materială este bogată (cabinet metodic, cabinet medical cu izolator, cabinet logopedic și pentru proceduri fizioterapeutice, sala de muzică și sport). Suprafața terenului aferent construcției este de 1,05 ha, unde se află 14 terenuri de joc pentru copii, terenuri de sport, piscină, mini-parc în stil național.
În localitate funcționează 2 biblioteci publice. Numărul de abonați este de circa 1000 de cititori. Majoritatea celor care frecventează bibliotecile sunt elevii. În biblioteca pentru copii activează teatrul de păpuși „Degețica”.
Casa de cultură din orașul Vadul lui Vodă are capacitatea de 200 de locuri. În cadrul acesteia activează un colectiv vocal-instrumental. Casa de creație este un adevărat centru de preocupare a copiilor care sunt antrenați în diverse cercuri: Fanfara, Cercul etno-folcloric, Cercul teatru, Pictură și grafică, Cercul de dans, Cercul vocal, Modelarea vestimentației, Ceramica, Jurnalistica ș.a.
În localitate funcționează Centrul de Sănătate dotat cu laborator clinic, staționar de zi, secție de fizioterapie. Centrul de sănătate acordă asistență medicală nu numai locuitorilor orașului ci și persoanelor care se odihnesc în zona de agrement și locuitorilor satelor vecine.

## Obiective turistice

### Vila Sicard
Vila Sicard, din orașul Vadul lui Vodă, a fost construită la mijlocul secolului al XIX-lea și se află în gestiunea Direcției Educație Chișinău. Autoritățile locale nu au investit niciun leu în întreținerea monumentului de importanță națională.
Conacul a fost construit de Charles și Nathalie Sicard, nobili francezi care s-au stabilit cu traiul în Basarabia și au fondat primul muzeu, dar și prima bibliotecă de aici. Vila se află pe teritoriul taberei pentru copii "Cireșarii", proprietate cumpărată în 2001 de către autoritățile capitalei. 

### Biserica „Sf. Dumitru”
Într-o legendă se spune, că după victoria asupra turcilor din 1485 Ștefan cel Mare a poruncit ca localitatea să fie numită Vadul lui Ștefan Vodă.
Prima biserică din piatră datează cu anul 1805 cu hramul Sfinții Apostoli Petru și Pavel.
In 1820 locașul este reînnoit grație spătarului Petru Cazimir, acesta fiind anul datării bisericii. Cert este faptul, că biserica a existat și până la 1820.
În 1886 preot paroh este părintele Gheorghe Celan, cu aportul căruia se deschide prima școală. In anul 1920 paroh al bisericii era Gheorghe Gobjilă.
Până în 1946 biserica a suferit un incendiu, astfel, schimbându-se hramul sfinții Apostoli Petru și Pavel în sfântul Mare Mucenic Dimitrie la 26 octombrie.
Odată cu renașterea națională, in anul 1992 înalt Preasfințitul Vladimir sfințește piatra de temelie a bisericii, in anul 1996 săvârșindu-se prima liturghie oficiată de actualul paroh Igor Mămăligă.
La sărbătoarea Sfântul Dimitrie din anul 1997 Protopopul municipiului protoiereul Zosima Toia și un sobor de preoți au sfințit Sf. Pristol, iar peste doi ani înălțat și sfințit Iconostasul.
Între anii 2005-2006 e pictat interiorul și exteriorul de pictorul Vasile Sandu și colegii săi.
Adresa juridică a bisericii: or. Vadul lui Vodă, str. Ștefan Cel Mare 40A, tel.: 41 72 83.

### Stațiunea balneară a municipiului Chișinău
După război, autoritățile au decis să dezvolte o zonă balneară. În anul 1968, satul Vadul lui Vodă a primit statutul de așezare de tip urban, subordonat Chișinăului.
Astăzi este cea mai cunoscută zonă de odihnă și agrement, situată în apropiere de Chișinău.

## Personalități

### Născuți în Vadul lui Vodă
- Ion Casian Suruceanu (1851–1897), arheolog și istoric țarist.
- Andrei Hangan (n. 1972), senator român.

## Vezi și
- Raionul Vadul lui Vodă
- Vila Sicard